# UFC on ESPN: Chiesa vs. Magny
UFC on ESPN: Chiesa vs. Magny (även UFC on ESPN 20 och UFC Fight Island 8) är en MMA-gala anordnad av UFC. Den ägde rum 20 januari 2021 vid Etihad Arena på Fight Island, Abu Dhabi, Förenade arabemiraten.

## Bakgrund
Från och med UFC on ABC: Holloway vs. Kattar så tilläts ett begränsat antal åskådare närvara vid galorna på Abu Dhabis nybyggda Etihad Arena. Arenan har en kapacitet på dryga 18 000, men UFC planerar att ha cirka 2 000 besökare vid varje gala under Fight Island-veckan.
En welterviktsmatch mellan Michael Chiesa och Neil Magny stod som huvudmatch.

## Ändringar
Ursprungligen var en welterviktsmatch mellan Leon Edwards och Khamzat Chimaev tänkt att stå som huvudmatch. De två skulle initialt ha mötts vid UFC Fight Night 183 den 19 december, men den matchen ströks då Edwards uppvisade kraftiga covid-19-symtom. Inför nästa match drog sig Chimaev ur då han den här gången testade positivt för sjukdomen.

### Invägning
Vid invägningen strömmad via Youtube vägde utövarna följande:

## Resultat

### Bonusar
Följande MMA-utövare fick bonusar om 50 000 USD vardera:
- Fight of the Night: MMike Davis vs. Mason Jones
- Performance of the Night: Warlley Alves och Umar Nurmagomedov